# مرکز کشاورزی و دامپروری صفی‌آباد
مرکز کشاورزی و دامپروری صفی‌آباد یک منطقهٔ مسکونی در ایران است که در شهرستان دزفول واقع شده‌است. مرکز کشاورزی و دامپروری صفی‌آباد ۴۰ نفر جمعیت دارد.